# Салтарин синьоголовий
Салтарин синьоголовий (Lepidothrix coronata) — вид горобцеподібних птахів родини манакінових (Pipridae).

## Поширення
Вид поширений від Коста-Рики через Панаму до північно-західної частини Колумбії; і від південної Колумбії на схід до південно-східної Венесуели та північного заходу Бразилії, а далі на південь через Еквадор до південного сходу Перу, північно-центральної частини Болівії та прилеглої західної Бразилії. Мешкає у підліску вологих передгірних лісів і вторинних лісів, переважно до 1000 метрів над рівнем моря.

## Опис
Це досить маленький птах, завдовжи близько 8,5 см. Цей вид має виражений статевий диморфізм. У більшій частині ареалу самець повністю чорний з яскраво-синім капюшоном. Самиця менш помітна, коричнево-зелена, зверху блакитно-зелена, світліша знизу, з жовтуватими відтінками. У регіоні східного Перу, Болівії та південно-західної бразильської Амазонії самці блакитно-зелені з яскравою блідо-блакитною короною і жовтим черевцем. Обидва типи забарвлення змішуються в південній перуанській і західній бразильській Амазонії.

## Спосіб життя
Раціон складається, в основному, з дрібних фруктів, а також деяких комах, яких він ловить на листі або в польоті.

## Підвиди
- Група velutina/minuscula:
  - Lepidothrix coronata velutina (Berlepsch, 1883) — Коста-Рика (тихоокеанське узбережжя, також карибське узбережжя на крайньому сході) і західна частина Панами.
  - Lepidothrix coronata minuscula (Todd, 1919) — схід Панами (східніше Панамського каналу), захід Колумбії і північно-західна частина Еквадору.
- Група coronata:
  - Lepidothrix coronata caquetae (Meyer de Schauensee, 1953) — південь Колумбії на східному передгір'ї Анд.
  - Lepidothrix coronata carbonata (Todd, 1925) — південь Колумбії, південь Венесуели, північно-східна частина Перу та північно-західна Бразилія північніше Амазонки.
  - Lepidothrix coronata coronata (Spix, 1825) — схід Еквадору, північний схід Перу та прилегла крайня західна частина Бразилії південніше Амазонки.
- Група exquisita:
  - Lepidothrix coronata exquisita (Hellmayr, 1905) — центральний Перу на схід від Анд.
  - Lepidothrix coronata caelestipileata (Goeldi, 1905) — південний схід Перу і прилегла західна Бразилія.
  - Lepidothrix coronata regalis (Bond & Meyer de Schauensee, 1940) — департамент Кочабамба в Болівії.